# Ophiothrix aristulata
Ophiothrix aristulata är en ormstjärneart som beskrevs av George Richard Lyman 1879. Ophiothrix aristulata ingår i släktet Ophiothrix och familjen Ophiothrichidae. Inga underarter finns listade i Catalogue of Life.